# Lepidopterella palustris
Lepidopterella palustris är en svampart som beskrevs av Shearer & J.L. Crane 1980. Lepidopterella palustris ingår i släktet Lepidopterella och familjen Argynnaceae.   Inga underarter finns listade i Catalogue of Life.